# Čondon
Čondon (rusky Чондон, jakutsky Чондоон) je řeka v Jakutské republice v Rusku. Je 606 km dlouhá. Povodí má rozlohu 18 900 km².

## Průběh toku
Pramení na svazích Selennjachského hřbetu. Protéká převážně po Janoindigirské nížině. Ústí do Čondonské zátoky moře Laptěvů.

## Vodní stav
Zdroj vody je sněhový a dešťový. Zamrzá na konci září až na začátku října a rozmrzá v červnu. Promrzá až ke dnu.

## Využití
V ústí se vyskytují ryby (síh omul, nelma obecná, síh sibiřský, síh muksun).